# Торино
Торино (итал. Torino, пијем. Turin) је четврти по величини град Италије, главни град округа Торино и покрајине Пијемонта у северозападној Италији. Торино је био прва италијанска престоница 1861. до 1865. Град је лоциран углавном на западној обали реке По, испред долине Суса, и окружен је западним Алпима и брдима Суренга. Популација самог града обухвата 875.698 мештана (према подацима од 31. децембра 2018) а процењује се да популација урбане области износи 1,7 милиона становника. Туриндка метрополитанска област према процени OECD садржи 2,2 милиона житеља.
Торино је познат као „најиндустријализованији“ град Италије, у које је седиште светски познатих аутомобилских компанија: "Фијат", "Ланча" и "Алфа Ромео". Торино са Пијемонтом је познат и као место рођења савремене италијанске државе.

## Географија
Торино се налази у северозападном делу Италије. Град има излаз на реку По (највећи град на овој реци), а најближа поморска лука је Ђенова на 170 km југоисточно. Од престонице Рима град је удаљен 700 km северозападно, а од првог већег града, суседног Милана, 130 km западно.
Торино се развио у западном делу Падске низије, са три стране (југ, запад и север) окружен Алпима. Град је већим делом на равничарском терену, али је мањи, источни део преко реке По на брежуљкастом терену - побрђе Монферат. Торино се развио на реци По, која је симбол града. Торино је највећи град на овој реци. Река По дели град на источни и западни део, а градско језгро образовало се непосредно уз реку.

### Клима
Клима у Торину је измењено континентална клима са приметним утицајем са средоземне са мора. Стога је у лето веома топло, а зими је снег редовна појава и веома је хладно у односу на већи део Италије.
| Клима Торина, 1971–2000 нормалне, екстреми 1946–садашњост | Клима Торина, 1971–2000 нормалне, екстреми 1946–садашњост | Клима Торина, 1971–2000 нормалне, екстреми 1946–садашњост | Клима Торина, 1971–2000 нормалне, екстреми 1946–садашњост | Клима Торина, 1971–2000 нормалне, екстреми 1946–садашњост | Клима Торина, 1971–2000 нормалне, екстреми 1946–садашњост | Клима Торина, 1971–2000 нормалне, екстреми 1946–садашњост | Клима Торина, 1971–2000 нормалне, екстреми 1946–садашњост | Клима Торина, 1971–2000 нормалне, екстреми 1946–садашњост | Клима Торина, 1971–2000 нормалне, екстреми 1946–садашњост | Клима Торина, 1971–2000 нормалне, екстреми 1946–садашњост | Клима Торина, 1971–2000 нормалне, екстреми 1946–садашњост | Клима Торина, 1971–2000 нормалне, екстреми 1946–садашњост | Клима Торина, 1971–2000 нормалне, екстреми 1946–садашњост |
| Показатељ \ Месец                                         | .Јан.                                                     | .Феб.                                                     | .Мар.                                                     | .Апр.                                                     | .Мај.                                                     | .Јун.                                                     | .Јул.                                                     | .Авг.                                                     | .Сеп.                                                     | .Окт.                                                     | .Нов.                                                     | .Дец.                                                     | .Год.                                                     |
| --------------------------------------------------------- | --------------------------------------------------------- | --------------------------------------------------------- | --------------------------------------------------------- | --------------------------------------------------------- | --------------------------------------------------------- | --------------------------------------------------------- | --------------------------------------------------------- | --------------------------------------------------------- | --------------------------------------------------------- | --------------------------------------------------------- | --------------------------------------------------------- | --------------------------------------------------------- | --------------------------------------------------------- |
| Апсолутни максимум, °C (°F)                               | 25,1 (77,2)                                               | 24,8 (76,6)                                               | 27,4 (81,3)                                               | 31,0 (87,8)                                               | 32,3 (90,1)                                               | 35,6 (96,1)                                               | 36,8 (98,2)                                               | 37,1 (98,8)                                               | 32,2 (90)                                                 | 30,0 (86)                                                 | 22,8 (73)                                                 | 21,4 (70,5)                                               | 37,1 (98,8)                                               |
| Максимум, °C (°F)                                         | 6,6 (43,9)                                                | 9,1 (48,4)                                                | 13,4 (56,1)                                               | 16,6 (61,9)                                               | 20,7 (69,3)                                               | 24,8 (76,6)                                               | 27,9 (82,2)                                               | 27,1 (80,8)                                               | 23,0 (73,4)                                               | 17,3 (63,1)                                               | 11,1 (52)                                                 | 7,6 (45,7)                                                | 17,1 (62,8)                                               |
| Просек, °C (°F)                                           | 2,0 (35,6)                                                | 4,3 (39,7)                                                | 8,1 (46,6)                                                | 11,1 (52)                                                 | 15,5 (59,9)                                               | 19,4 (66,9)                                               | 22,4 (72,3)                                               | 21,8 (71,2)                                               | 17,8 (64)                                                 | 12,4 (54,3)                                               | 6,5 (43,7)                                                | 3,1 (37,6)                                                | 12,0 (53,6)                                               |
| Минимум, °C (°F)                                          | −2,5 (27,5)                                               | −0,7 (30,7)                                               | 2,7 (36,9)                                                | 5,7 (42,3)                                                | 10,4 (50,7)                                               | 14,0 (57,2)                                               | 16,9 (62,4)                                               | 16,5 (61,7)                                               | 12,7 (54,9)                                               | 7,4 (45,3)                                                | 1,9 (35,4)                                                | −1,6 (29,1)                                               | 7,0 (44,6)                                                |
| Апсолутни минимум, °C (°F)                                | −18,5 (−1,3)                                              | −21,8 (−7,2)                                              | −10,5 (13,1)                                              | −3,8 (25,2)                                               | −2,3 (27,9)                                               | 4,3 (39,7)                                                | 6,6 (43,9)                                                | 6,3 (43,3)                                                | 1,8 (35,2)                                                | −3,9 (25)                                                 | −8,2 (17,2)                                               | −13,8 (7,2)                                               | −21,8 (−7,2)                                              |
| Количина падавина, mm (in)                                | 47,8 (1,882)                                              | 47,1 (1,854)                                              | 72,5 (2,854)                                              | 113,3 (4,461)                                             | 145,3 (5,72)                                              | 104,3 (4,106)                                             | 70,5 (2,776)                                              | 76,1 (2,996)                                              | 83,8 (3,299)                                              | 106,1 (4,177)                                             | 69,1 (2,72)                                               | 45,1 (1,776)                                              | 981,0 (38,622)                                            |
| Дани са падавинама (≥ 1.0 mm)                             | 5,4                                                       | 4,4                                                       | 5,8                                                       | 8,6                                                       | 11,2                                                      | 8,6                                                       | 5,8                                                       | 7,7                                                       | 6,4                                                       | 7,0                                                       | 5,6                                                       | 4,4                                                       | 80,9                                                      |
| Релативна влажност, %                                     | 75                                                        | 75                                                        | 67                                                        | 72                                                        | 75                                                        | 74                                                        | 72                                                        | 73                                                        | 75                                                        | 79                                                        | 80                                                        | 80                                                        | 75                                                        |
| Сунчани сати — месечни просек                             | 111,6                                                     | 118,7                                                     | 158,1                                                     | 180,0                                                     | 195,3                                                     | 219,0                                                     | 260,4                                                     | 223,2                                                     | 168,0                                                     | 142,6                                                     | 105,0                                                     | 108,5                                                     | 1.990,4                                                   |
| Извор: Italian Air Force Meteorological Service           |                                                           |                                                           |                                                           |                                                           |                                                           |                                                           |                                                           |                                                           |                                                           |                                                           |                                                           |                                                           |                                                           |

| Клима Турина (Италијанске ваздухопловне снаге - Брик дела Крос), елевација: 710 m (2.330 ft), 1961-1990 нормале | Клима Турина (Италијанске ваздухопловне снаге - Брик дела Крос), елевација: 710 m (2.330 ft), 1961-1990 нормале | Клима Турина (Италијанске ваздухопловне снаге - Брик дела Крос), елевација: 710 m (2.330 ft), 1961-1990 нормале | Клима Турина (Италијанске ваздухопловне снаге - Брик дела Крос), елевација: 710 m (2.330 ft), 1961-1990 нормале | Клима Турина (Италијанске ваздухопловне снаге - Брик дела Крос), елевација: 710 m (2.330 ft), 1961-1990 нормале | Клима Турина (Италијанске ваздухопловне снаге - Брик дела Крос), елевација: 710 m (2.330 ft), 1961-1990 нормале | Клима Турина (Италијанске ваздухопловне снаге - Брик дела Крос), елевација: 710 m (2.330 ft), 1961-1990 нормале | Клима Турина (Италијанске ваздухопловне снаге - Брик дела Крос), елевација: 710 m (2.330 ft), 1961-1990 нормале | Клима Турина (Италијанске ваздухопловне снаге - Брик дела Крос), елевација: 710 m (2.330 ft), 1961-1990 нормале | Клима Турина (Италијанске ваздухопловне снаге - Брик дела Крос), елевација: 710 m (2.330 ft), 1961-1990 нормале | Клима Турина (Италијанске ваздухопловне снаге - Брик дела Крос), елевација: 710 m (2.330 ft), 1961-1990 нормале | Клима Турина (Италијанске ваздухопловне снаге - Брик дела Крос), елевација: 710 m (2.330 ft), 1961-1990 нормале | Клима Турина (Италијанске ваздухопловне снаге - Брик дела Крос), елевација: 710 m (2.330 ft), 1961-1990 нормале | Клима Турина (Италијанске ваздухопловне снаге - Брик дела Крос), елевација: 710 m (2.330 ft), 1961-1990 нормале |
| Показатељ \ Месец                                                                                               | .Јан. | .Феб. | .Мар. | .Апр. | .Мај. | .Јун. | .Јул. | .Авг. | .Сеп. | .Окт. | .Нов. | .Дец. | .Год. |
| --- | --- | --- | --- | --- | --- | --- | --- | --- | --- | --- | --- | --- | --- |
| Максимум, °C (°F)                                                                                               | 5,0 (41) | 6,0 (42,8) | 9,6 (49,3) | 13,6 (56,5) | 17,5 (63,5) | 21,4 (70,5) | 24,6 (76,3) | 23,5 (74,3) | 20,1 (68,2) | 14,7 (58,5) | 8,8 (47,8) | 6,2 (43,2) | 14,25 (57,66)                                                                                                   |
| Минимум, °C (°F)                                                                                                | −0,5 (31,1) | 0,3 (32,5) | 3,0 (37,4) | 6,0 (42,8) | 10,0 (50) | 13,6 (56,5) | 16,4 (61,5) | 15,9 (60,6) | 13,4 (56,1) | 9,1 (48,4) | 3,6 (38,5) | 0,7 (33,3) | 7,63 (45,73) |
| Количина падавина, mm (in)                                                                                      | 29,7 (1,169) | 42,8 (1,685) | 51,5 (2,028) | 90,4 (3,559) | 113,3 (4,461)                                                                                                   | 82,3 (3,24) | 46,4 (1,827) | 73,4 (2,89) | 63,7 (2,508) | 73,8 (2,906) | 51,1 (2,012) | 29,3 (1,154) | 747,7 (29,439)                                                                                                  |
| Дани са падавинама (≥ 1.0 mm)                                                                                   | 4,7 | 5,1 | 6,3 | 8,1 | 10,0 | 8,4 | 5,7 | 6,9 | 0 | 5,8 | 5,9 | 4,1 | 71 |
| Релативна влажност, %                                                                                           | 65 | 70 | 64 | 72 | 75 | 75 | 75 | 75 | 76 | 79 | 74 | 67 | 72,3 |
| Сунчани сати — месечни просек                                                                                   | 142,6 | 128,8 | 139,5 | 138,0 | 176,7 | 180,0 | 229,4 | 217,0 | 141,0 | 117,8 | 117,0 | 133,3 | 1.861,1 |
| Сунчани сати — дневни просек                                                                                    | 4,6 | 4,6 | 4,5 | 4,6 | 5,7 | 6,0 | 7,4 | 7,0 | 4,7 | 3,8 | 3,9 | 4,3 | 5,09 |
| Извор: NOAA | | | | | | | | | | | | | |

| Клима Турина (Турин-Каселе аеродром), елевација: 287 m (942 ft), 1961-1990 нормале | Клима Турина (Турин-Каселе аеродром), елевација: 287 m (942 ft), 1961-1990 нормале | Клима Турина (Турин-Каселе аеродром), елевација: 287 m (942 ft), 1961-1990 нормале | Клима Турина (Турин-Каселе аеродром), елевација: 287 m (942 ft), 1961-1990 нормале | Клима Турина (Турин-Каселе аеродром), елевација: 287 m (942 ft), 1961-1990 нормале | Клима Турина (Турин-Каселе аеродром), елевација: 287 m (942 ft), 1961-1990 нормале | Клима Турина (Турин-Каселе аеродром), елевација: 287 m (942 ft), 1961-1990 нормале | Клима Турина (Турин-Каселе аеродром), елевација: 287 m (942 ft), 1961-1990 нормале | Клима Турина (Турин-Каселе аеродром), елевација: 287 m (942 ft), 1961-1990 нормале | Клима Турина (Турин-Каселе аеродром), елевација: 287 m (942 ft), 1961-1990 нормале | Клима Турина (Турин-Каселе аеродром), елевација: 287 m (942 ft), 1961-1990 нормале | Клима Турина (Турин-Каселе аеродром), елевација: 287 m (942 ft), 1961-1990 нормале | Клима Турина (Турин-Каселе аеродром), елевација: 287 m (942 ft), 1961-1990 нормале | Клима Турина (Турин-Каселе аеродром), елевација: 287 m (942 ft), 1961-1990 нормале |
| Показатељ \ Месец                                                                  | .Јан.                                                                              | .Феб.                                                                              | .Мар.                                                                              | .Апр.                                                                              | .Мај.                                                                              | .Јун.                                                                              | .Јул.                                                                              | .Авг.                                                                              | .Сеп.                                                                              | .Окт.                                                                              | .Нов.                                                                              | .Дец.                                                                              | .Год.                                                                              |
| ---------------------------------------------------------------------------------- | ---------------------------------------------------------------------------------- | ---------------------------------------------------------------------------------- | ---------------------------------------------------------------------------------- | ---------------------------------------------------------------------------------- | ---------------------------------------------------------------------------------- | ---------------------------------------------------------------------------------- | ---------------------------------------------------------------------------------- | ---------------------------------------------------------------------------------- | ---------------------------------------------------------------------------------- | ---------------------------------------------------------------------------------- | ---------------------------------------------------------------------------------- | ---------------------------------------------------------------------------------- | ---------------------------------------------------------------------------------- |
| Максимум, °C (°F)                                                                  | 5,8 (42,4)                                                                         | 8,4 (47,1)                                                                         | 12,7 (54,9)                                                                        | 16,6 (61,9)                                                                        | 20,7 (69,3)                                                                        | 24,7 (76,5)                                                                        | 27,6 (81,7)                                                                        | 26,5 (79,7)                                                                        | 23,1 (73,6)                                                                        | 17,3 (63,1)                                                                        | 10,8 (51,4)                                                                        | 6,9 (44,4)                                                                         | 16,76 (62,17)                                                                      |
| Минимум, °C (°F)                                                                   | −3,3 (26,1)                                                                        | −1,1 (30)                                                                          | 2,1 (35,8)                                                                         | 5,6 (42,1)                                                                         | 9,9 (49,8)                                                                         | 13,8 (56,8)                                                                        | 16,3 (61,3)                                                                        | 15,7 (60,3)                                                                        | 12,6 (54,7)                                                                        | 7,2 (45)                                                                           | 1,8 (35,2)                                                                         | −2,3 (27,9)                                                                        | 6,53 (43,75)                                                                       |
| Количина падавина, mm (in)                                                         | 40,5 (1,594)                                                                       | 52,5 (2,067)                                                                       | 76,9 (3,028)                                                                       | 104,1 (4,098)                                                                      | 120,3 (4,736)                                                                      | 97,6 (3,843)                                                                       | 66,6 (2,622)                                                                       | 79,8 (3,142)                                                                       | 70,1 (2,76)                                                                        | 88,9 (3,5)                                                                         | 75,5 (2,972)                                                                       | 41,6 (1,638)                                                                       | 914,4 (36)                                                                         |
| Дани са падавинама (≥ 1.0 mm)                                                      | 4,4                                                                                | 5,2                                                                                | 7,0                                                                                | 8,4                                                                                | 10,4                                                                               | 8,7                                                                                | 5,9                                                                                | 7,2                                                                                | 6,0                                                                                | 5,8                                                                                | 6,8                                                                                | 4,1                                                                                | 79,9                                                                               |
| Релативна влажност, %                                                              | 75                                                                                 | 75                                                                                 | 67                                                                                 | 72                                                                                 | 75                                                                                 | 74                                                                                 | 72                                                                                 | 73                                                                                 | 75                                                                                 | 79                                                                                 | 80                                                                                 | 80                                                                                 | 74,8                                                                               |
| Сунчани сати — месечни просек                                                      | 111,6                                                                              | 117,6                                                                              | 158,1                                                                              | 180,0                                                                              | 195,3                                                                              | 219,0                                                                              | 260,4                                                                              | 223,2                                                                              | 168,0                                                                              | 142,6                                                                              | 105,0                                                                              | 108,5                                                                              | 1.989,3                                                                            |
| Сунчани сати — дневни просек                                                       | 3,6                                                                                | 4,2                                                                                | 5,1                                                                                | 6,0                                                                                | 6,3                                                                                | 7,3                                                                                | 8,4                                                                                | 7,2                                                                                | 5,6                                                                                | 4,6                                                                                | 3,5                                                                                | 3,5                                                                                | 5,44                                                                               |
| Извор: NOAA                                                                        |                                                                                    |                                                                                    |                                                                                    |                                                                                    |                                                                                    |                                                                                    |                                                                                    |                                                                                    |                                                                                    |                                                                                    |                                                                                    |                                                                                    |                                                                                    |

## Историја
Историја Торина почиње у 3. веку п. н. е. када су се у долини реке По настанила прва племена Таурина, потомака келтско-лигурске лозе заједно са Галима, који су прешли Алпе у потрази за обрадивим тлом. Римљани су ово подручје освојили у 2. веку п. н. е. Гај Јулије Цезар је 29–28. године п. н. е. претворио Торино у војну базу и доделио је Аугустулусу.
После пада Западног римског царства 476. године Торино су освојили Готи, затим Лангобарди и на крају Франци који су ту основали грофовију у 7. веку. После дуготрајних превирања, цар Фридрих II доделио је Торино као феудални посед моћној породици Савоја. После политичког и административног уједињења свих покрајина породице Савоја, Торино је постао главни град целе области. Карло Емануеле I је 1620. године по први пут дао дозволу за проширење града, под условом да не буде нарушена римска структура, тј. све улице у њему морале су бити упоредне и под правим углом, што је и дан данас једна од главних особености града.
Врхунац у свом развоју град је достигао у 17. и 18. веку, дајући значај уметности и култури и поставши и сам средиште барокне уметности и архитектуре. Торино ће бити накнадно проширен 1673. и 1674. године.
Тек 1861. године долази до уједињења Италије у јединствену државу, релативно касно у односу на већ постојеће монархије које су је окруживале: Француску, Шпанију, Енглеску. Торино је био први главни град прве Италијанске Републике од 1861-64. када је седиште новонастале државе премештено у Рим због његовог историјског и верског значаја и средишњег географског положаја. После премештања главног града, Торино почиње морално да посустаје, а први знаци те слабости виде се у новој архитектури која не настоји да очува некадашњи праволинијски распоред улица и архитектонски стил, већ нарушава његову хармонију и склад. Град све више постаје индустријско средиште, рађа се "Фијат" и друге фабрике које доносе у град талас нових становника са југа, за које је било неопходно саградити станове што пре. Торино постаје велеград без много реда, а његови становници улазе у непрестану борбу за опстанак. Године 70-те и 80-те су године индустријализације и развоја. Тек пред крај 20. века поново је повратио некадашњу равнотежу.

## Становништво
Према резултатима пописа становништва 2011. у општини је живело 873.728 становника.
| 1931.   | 1936.   | 1951.   | 1961.     | 1971.     | 1981.     | 1991.   | 2001.   | 2011.   |
| ------- | ------- | ------- | --------- | --------- | --------- | ------- | ------- | ------- |
| 590.753 | 629.115 | 719.300 | 1.025.822 | 1.167.968 | 1.117.154 | 962.507 | 865.263 | 873.728 |

2008. године. Торино је имао нешто преко 900.000 становника, двоструко више као на почетку 20. века, али за 20% мање него 1970. године. Опадање становништва током протеклих деценија узроковано је сталним пресељењем становништва (махом младих породица) у мирнија предграђа са вишим квалитетом живота. Ово се одражава и на градско становништво, које је изузетно старо и са ниским природним прираштајем.
Град данас има значајан удео имигрантског становништва, досељеника из свих крајева света.
Торино има огромно градско подручје са око 1,7 милиона становника (тзв. "Велики Торино"). Метрополитенско подручје града има око 2,5 милиона становника и превазилази границе градског округа.

## Градске знаменитости
Данас, једна од главних одлика Торина је управо његова достојанствена барокна архитектура, тргови препуни топлине на којима се свакодневно сусрећу становници, студенти, пензионери, на којима размењују своја мишљења и искуства, док је једини сведок њихових окупљања понекад мирна а понекад дивља река По, која наставља да плоди равнице овог града и да гарантује његов опстанак. Ту су и многобројни историјски кафићи и продавнице чоколаде најбољег квалитета, велелепне цркве, музеји међу којима Музео Егицио (Египатски музеј) други по величини после музеја у Каиру, Музео дел чинема (Музеј биоскопа) и многи други.
У катедрали Св. Јована Крститеља у Торину се чува Торински покров, једна од највећих хришћанских реликвија.

## Привреда

### Индустрија
Торино је важан индустријски центар, пре свега захваљујући томе што се ту налази седиште светски познате и важне аутомобилске индустрије FIAT. Ту су и седишта и огромне фабрике других италијанских предузећа и индустријских грана.

### Саобраћај
Торино је положен на северу Италије, где се држава везује за европско копно. Тако је Торино и саобраћајно чвориште земље са континентом.
Град има и веома развијен јавни градски и приградски превоз. Торински метро има 1 метро линију у коришћењу, а другу у изградњи.

## Спорт
Јувентус и Торино су два успешна спортска клуба из Торина. Град је био домаћин Зимских олимпијских игара 2006. године.

## Галерија
- Градска катедрала
- Позната Црква Суперга
- Богородичина црква
- Староримска Порта Палатина
- Палата Карињано
- Универзитет у Торину
- Приобаље Поа

## Међународна сарадња
- Волгоград
- Еш сир Алзет
- Бакау
- Бањо
- Кампо Гранде
- Шамбери
- Кордоба
- Детроит
- Газа
- Глазгов
- Хаифа
- Нагоја
- Лил
- Лијеж
- Солт Лејк Сити
- Quetzaltenango
- Богота
- Шенјанг
- Ротердам
- Уагадугу
- Санкт Петербург
- Келн
- Шенџен
- Тирана